# Viviana Durante
Viviana Durante (Roma, 8 maggio 1967) è un'ex ballerina italiana, prima ballerina con il Royal Ballet a Londra dal 1988 al 2001.

## Biografia e carriera
Allieva della scuola del Teatro dell'Opera di Roma, su consiglio della ballerina russa Galina Samsova (che la nota nel gruppo di bambini coinvolti nell'allestimento della Bella Addormentata nel Bosco di André Prokovsky) si trasferisce a Londra all'età di 10 anni per frequentare la Royal Ballet School a White Lodge nel Richmond Park. Un anno dopo appare in un documentario della Thames Television intitolato I really want to dance.
Nel 1983 è accettata alla Upper School della Royal Ballet School a Barons Court e poco dopo, a 17 anni, le viene offerto un contratto con il Royal Ballet.
Nominata solista a 19 anni, all'età di 21 raggiunge il titolo di Prima Ballerina affermandosi come una delle beniamine di pubblico e critica alla Royal Opera House di Londra.
La Durante è infatti apprezzata nei ruoli principali dei balletti classici (Giselle, Il lago dei cigni, La Bella Addormentata, Lo Schiaccianoci, La Bayadère, Rajmonda) ed anche nel repertorio tipicamente inglese dei coreografi Sir Frederick Ashton (Cinderella, La Fille mal Gardée, Rhapsody, Ondine, A Month in the Country,  The Dream, Symphonic Variations, Les Patineurs, Birthday Offering, Scènes de Ballet, Thaïs pas de deux) e sir Kenneth MacMillan (Manon, Romeo and Juliet, Mayerling, Different Drummer, My Brother My Sisters, Requiem, Elite Syncopations, Gloria, The Prince of the Pagodas e Winter Dreams). In particolare, nel 1992 MacMillan sulla Durante l'unico ruolo femminile della sua ultima creazione The Judas Tree accanto al partner d'elezione, il russo Irek Mukhamedov.
Nel 1993, con la collega Darcey Bussell, è ospite del New York City Ballet e nel 1997 riceve una nomination al sir Lawrence Olivier Award per il ruolo di Anastasia nell'omonimo balletto di MacMillan.
L'anno seguente, grazie a Galina Samsova, la Durante torna a Roma per il medesimo allestimento della Bella Addormentata in cui fu piccola debuttante tanti anni prima.
Lasciato il Royal Ballet nel 2001 in circostanze burrascose, la Durante continua una carriera internazionale che la vede ospite di compagnie di balletto quali l'American Ballet Theatre, l'English National Ballet, la Scala di Milano, il Dresden Semperoper, il Teatro di San Carlo a Napoli e soprattutto il K-Ballet giapponese di Tetsuya Kumakawa.
Nel 2007 debutta come attrice in Escaping Hamlet di Giampiero Borgia al Fringe Festival di Edimburgo e nel 2010, ancora al Fringe, presenta in veste di coreografa la Viviana Durante Company, il proprio gruppo di balletto. Dal 2019 al 2024 ha diretto l'English National Ballet School.
Viviana Durante è sposata con lo scrittore e giornalista inglese Nigel Cliff. La coppia ha un figlio, Orlando, e vive a Londra.

## Riconoscimenti
I favorevoli pareri critici si sono concentrati sulla combinazione di una nitida abilità tecnica unita a musicalità, in cui si fondono vivacità latina e freddezza britannica. La sua Manon (con il ballerino russo Irek Muchamedov) è stata etichettata come interpretazione definitiva ed anche la sua Aurora è stata molto applaudita. Il Mail on Sunday l'ha definita il futuro del balletto in Gran Bretagna.